# Ashiq Hussain
Ashiq Hussain (Doctor rerum naturae) es un investigador neurocientífico pakistaní, que desarrolla estudios en las interacciones del sistema olfativo y el envejecimiento humano asociada con la neurodegeneración.

## Educación y primeros años
Hussain recibió un BSc (Hons.) en genética con distinción magna cum laude por la Universidad de Agriculture de Faisalabad u luego un M.Sc. en biología molecular por el prestigioso Centro de Biología Molecular y Aplicada, con summa cum laude y Medalla de Oro Memorial Prof. Ishrat Hussain Usmani de investigación. Obtuvo su PhD (en neurociencias), a los 29 años, con notable distinción summa cum laude por la Universidad de Colonia mientras conducía estudios en esa universidad y en la de Harvard Hussain continuó estudios posdoctorales en la Universidad Yale y en el Instituto Max Planck de Neurobiología. Desde 2014, el Dr. Hussain es un Embajador de acceso abierto de la Sociedad Max Planck.